# Pyöreäsaari (ö i Norra Karelen)
Pyöreäsaari är en ö i Finland. Den ligger i sjön Viinijärvi och i kommunen Polvijärvi i den ekonomiska regionen  Joensuu ekonomiska region  och landskapet Norra Karelen, i den sydöstra delen av landet, 400 km nordost om huvudstaden Helsingfors. Öns area är 0,3 hektar och dess största längd är 80 meter i nord-sydlig riktning.